# Resolutie (besluit)
Een resolutie is een besluit of motie van een overheid, een ambtelijk college of van een hoge functionaris.
Wanneer men spreekt over een resolutie binnen de Verenigde Naties betekent dit evenwel hetzelfde en verwijst men dus ook naar een besluit. Resoluties kunnen aangenomen worden tijdens de algemene vergadering van de Verenigde Naties. Een resolutie heeft een niet-bindend karakter ten aanzien van andere lidstaten.